# Cocaïne (film, 1948)
Pour les articles homonymes, voir Cocaïne (homonymie).
Pour plus de détails, voir Fiche technique et Distribution.
Cocaïne (titre original en italien : Una lettera all'alba) est un mélodrame italien réalisé en 1948 par Giorgio Bianchi.

## Synopsis
Carlo Morini découvre être le père d'un fils dont il ignorait l'existence et qui est revendeur de cocaïne comme lui. Il mène des enquêtes pour son propre compte, identifie qui fournit le matériel et parvient à sortir son fils de ce milieu. Un jour, le fournisseur de drogue est retrouvé mort et les soupçons se portent sur le jeune homme.

## Fiche technique
- Réalisation : Giorgio Bianchi
- Sujet : Aldo De Benedetti
- Scenario : Aldo De Benedetti
- Producteur : Giuseppe Amato
- Maison de production : Amato Film, Scalera Film
- Distribution : (Italie) Scalera Film
- Photographie :	Václav Vích, Augusto Tiezzi
- Montage : Gabriele Varriale
- Musique : Renzo Rossellini, direction  Franco Ferrara
- Scénographie :	Gastone Medin
- Genre : Drame
- Couleur : noir et blanc
- Durée : 90 minutes
- Année : 1948
- Affiche : Duccio Marvasi (France)

## Distribution
- Fosco Giachetti : Carlo Morini, un trafiquant de cocaïne qui découvre non seulement qu'il a un fils mais encore que ce dernier fait le même « métier » que lui.
- Olga Villi ; Renata, la compagne de Mario avide de luxe
- Jacques Sernas : Mario Maggi, le fils que se découvre Carlo, lui aussi trafiquant de drogue
- Lea Padovani : Anna, l'ancienne maîtresse de Carlo, mère de Mario
- Vittorio Sanipoli : Enrico Veri
- Tatjana Pavlova : la comtesse Sofia Koloshky
- Paolo Ferrari